# Hilara nitidula
Hilara nitidula är en tvåvingeart som beskrevs av Zetterstedt 1838. Hilara nitidula ingår i släktet Hilara och familjen dansflugor. Arten är reproducerande i Sverige. Inga underarter finns listade i Catalogue of Life.